# Albert Grey
 (février 2025).
Si vous disposez d'ouvrages ou d'articles de référence ou si vous connaissez des sites web de qualité traitant du thème abordé ici, merci de compléter l'article en donnant les références utiles à sa vérifiabilité et en les liant à la section « Notes et références ».
Pour les articles homonymes, voir Grey.
Albert Henry George Grey (28 novembre 1851, palais St. James de Londres – 29 août 1917), 4e comte Grey, est un homme d'État. Il est le neuvième gouverneur général du Canada, de 1904 à 1911.

## Biographie
Il fait ses études à Harrow School et à Trinity College (Cambridge)[réf. nécessaire].
Durant son mandat comme gouverneur général du Canada, l'Alberta et la Saskatchewan, alors « territoires », reçoivent le statut de « provinces » de la Confédération canadienne. Il est le premier gouverneur général à aller visiter Terre-Neuve qu'il invite à se joindre à la confédération.
Il joua un rôle déterminant dans la décision de convertir les plaines d'Abraham en parc national. En hommage, on aménage dans le parc une « terrasse Grey »[réf. nécessaire].
Le quatrième comte Grey est à l’origine de prix décernés pour les arts, le théâtre et les sports au Canada. De plus, il offre cinq bannières au total. Celle du saint patron d’Angleterre est un exemple qui, pour le neuvième gouverneur général du Canada, a comme objectif de donner un esprit colonial et des slogans comme "Ottawa, ou Winnipeg, ou Calgary, est ma maison, et l’Empire mon pays".
|  |  |